# The Transformers
The Transformers est un jeu vidéo de type run and gun développé par Denton Designs et édité par Ocean Software, sorti en 1985 sur Commodore 64 et ZX Spectrum.